# ミスター・マーカス
ミスター・マーカス（Mr. Marcus、カリフォルニア州ポモナ出身、1970年9月4日 - ）はアメリカ合衆国のポルノ男優。

## 来歴
彼は母親に育てられた。母親はアメリカ合衆国連邦政府で働いており、コンピュータ・ソフトウェア応用学の修士号を持っている。父親は彼の出生時には既にいなかった。
16歳の時にウェイトリフティングを始めた。同じ頃ポルノに興味を持ち始めたと言われている。18歳から23歳にかけてエキゾチックダンサー、トラック運転手、倉庫のフォークリフト運転者として働いた。
彼のポルノ業界との関わりは単に業界紙LAエクスプレスで当時の著名な映画プロデューサー、ランディ・デトロイトの電話番号を知ったことによって始まった。1994年のAVN総会で彼は監督でプロデューサーのロン・ハイタワー (Ron Hightower) と女優のジュアニータ・チョンに会った。彼らはマーカスに直ちにポルノ映画界に入るよう勧めた。

## 代表作・シーン
彼はオスカー候補者にもなったラース・フォン・トリアー監督が製作し、ベルリンでヴィーナス賞作品賞を受賞したデンマーク映画『Pink Prison』(1999年) でカジャ・キーン (Katja Kean) を案内する刑務所長を演じた。
またヒップホップミュージックとポルノを融合させた2000年の映画『スヌープ・ドッグのドギースタイル (Snoop Dogg's Doggystyle)』に出演し、ジェイド・マルセラと非常に長時間に及ぶアナルセックスシーンを演じた。
彼はモニク・アレクサンダーやチェシー・レインのような人気白人女優と、彼女たちにとって初の異人種間セックスシーンを演じている。

## 受賞
- 1998年 XRCO賞 Male Performer of the Year[4]
- 1999年 AVN Best Group Sex Scene（映画） - 『The Masseuse 3』(テイラー・ヘイズ、ビリー・グライドと)[5]
- 2001年 XRCO Best Threeway Sex Scene - 『Up your Ass 18』(オーロラ・スノー、レキシントン・スティールと)[4]
- 2003年 AVN Best Supporting Actor（映画） - 『Paradise Lost』[5]
- 2006年 XRCO殿堂入り[6]
- 2008年 アーバンXアワード殿堂入り[7]
- 2009年 AVN殿堂入り[8]
- 2009年 AVN Best Couples Sex Scene - 『Cry Wolf』(モニク・アレクサンダーと)[9]

## 備考
- 彼は映画の中で多数の大学の野球帽を被っている事で知られている。これは当時ファッショナブルと考えられていたスキンヘッドにしてみたものの、結果として生じた自分の風貌が気に入らなかったためである[10]。
- 彼はポリネシア風の不思議なデザインのモノクロのタトゥーを両腕に入れている。